# TDRS-B
O TDRS-B foi um satélite de comunicação geoestacionário estadunidense construído pela TRW. Ele seria operado pela NASA. O satélite tinha uma expectativa de vida útil estimada em 10 anos. O mesmo foi destruído quando o ônibus espacial Challenger se desintegrou 73 segundos após o lançamento, matando os sete astronautas a bordo do Challenger.

## Lançamento
O satélite foi lançado ao espaço no dia 28 de janeiro de 1986, às 16:38:00 UTC, abordo do ônibus espacial Challenger, juntamente com o satélite Spartan 203-F1, durante a missão STS-51-L a partir do Centro Espacial Kennedy, na Flórida, EUA. Ele tinha uma massa de lançamento de 2268 kg. Ambos os satélite foram destruídos devido a desintegração do Challenger poucos segundos após o lançamento.